# Mohammad Ebrahim Taherian-Fard

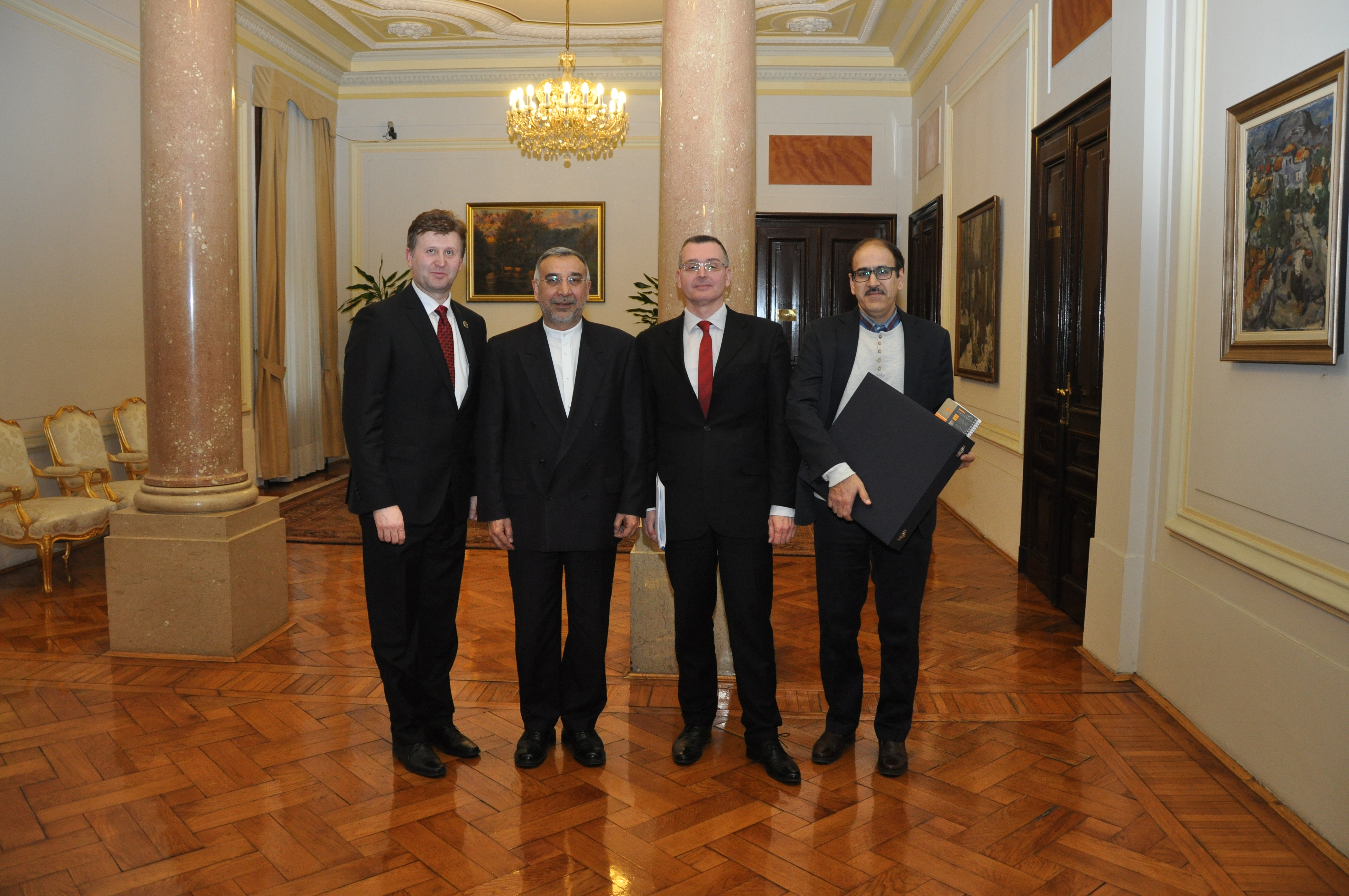
Taherian (zweiter von links) gemeinsam mit dem kroatischen Außenminister Miro Kovač

Mohammad Ebrahim Taherian-Fard (persisch محمدابراهیم طاهریان‌فرد‎; * 1954) ist ein langgedienter iranischer Diplomat. Taherian war Botschafter in Afghanistan, Bosnien, Pakistan, Tadschikistan, Kroatien, sowie stellvertretender Sekretär für Planung und Studien des Obersten Rates für Iranische Angelegenheiten im Ausland.

## Werdegang
Von Mai 1989 bis April 1991 war er Geschäftsträger in Kabul.
1994 war er der erste iranische Botschafter in Sarajevo, (Bosnien und Herzegowina).
Von 1998 bis  2000 war er Botschafter in Kabul. 
Von 2000 bis 4. September 2002  war er Botschafter in Duschanbe (Tadschikistan).
Vom 27. November bis zum 5. Dezember 2001 war er Mitglied der von Mohammed Dschawad Sarif geleiteten, iranischen Delegation zur Afghanistan-Konferenz.
Von 4. September 2002 bis 6. September 2006 war er Botschafter in Islamabad (Pakistan).
Vom August 2015 bis 22. März 2016 war er Botschafter in Zagreb (Kroatien).
Vom 22. März 2016 bis 2018 war er Botschafter in Ankara.
2019 wurden für ihn und zwei weitere Botschafter Ausnahmen zur Ruhestandsregelung verfügt und er zum Sonderbeauftragten des Außenministers und zum Sonderbeauftragten des Iran für Afghanistan ernannt.